# Гейтс, Билл
Уи́льям Ге́нри Гейтс III (англ. William Henry Gates III; 28 октября 1955, Сиэтл, Вашингтон), более известный как Билл Гейтс (англ. Bill Gates) — американский предприниматель и общественный деятель, филантроп, один из создателей (совместно с Полом Алленом) и бывший крупнейший акционер компании Microsoft. До июня 2008 года являлся руководителем компании; после ухода с поста остался в должности её неисполнительного председателя совета директоров. Также является сопредседателем благотворительного Фонда Билла и Мелинды Гейтс, членом совета директоров Berkshire Hathaway, генеральным директором Cascade Investment.
В период с 1996 по 2007 год, с 2009 по 2016 год — самый богатый человек планеты по версии журнала Forbes.
Билл Гейтс является одним из рекордсменов по размеру средств, переданных на благотворительность: в период с 1994 по 2010 год он вложил в Фонд Билла и Мелинды Гейтс более 28 млрд долларов. В 2010 году Гейтс подписал «Клятву дарения» и выступил с предложением ко всем миллиардерам о передаче половины своих состояний на благотворительную деятельность.

## Биография

### Детство
Гейтс родился 28 октября 1955 года в Сиэтле (штат Вашингтон), в семье корпоративного адвоката Уильяма Генри Гейтса II и члена совета директоров First Interstate Bank, Pacific Northwest Bell и национального совета USWest, United Way Мэри Максвелл Гейтс. Его прадедушка был мэром и сенатором, а дедушка — вице-президентом Национального банка. В семье у Билла прозвище Трей (слово «trey» обозначает тройку в карточных играх и в связано с «номерной» приставкой к имени). У Гейтса есть 2 сестры: старшая — Кристи и младшая — Либби.
Гейтс учился в самой привилегированной школе Сиэтла «Лейксайд», где он смог развить свои навыки программирования на школьном мини-компьютере. В тринадцать лет Билл написал свою первую программу — игру «Крестики-нолики» на языке программирования Бейсик. В восьмом классе на занятиях по программированию, он познакомился с десятиклассником Полом Алленом. Со своими друзьями Гейтс тестировал компьютер PDP-10 корпорации Digital Equipment, принадлежащей Computer Center Corporation (ССС). Когда время, отведённое Биллу и его другу Полу для работы в ССС, истекло, они взломали программу. За взлом компьютеров четырём студентам школы — Рику Вэйленду, Кенту Эвансу, Полу Аллену и Биллу Гейтсу — запретили работать на компьютерах в течение всего лета. Инициатором наказания стала компания Computer Center Corporation, чей компьютер студенты взломали. По истечении наказания студенты предложили компании находить ошибки в их программном обеспечении за возможность работать на компьютерах компании. Компания согласилась, и Гейтс с товарищами изучали множество исходных кодов программного обеспечения, написанных на таких языках, как FORTRAN, LISP и в машинном коде. Данное сотрудничество продолжалось до 1970 года, пока компания не обанкротилась. В следующем году компания Information Sciences, Inc. наняла четырёх студентов (включая Билла и Пола), чтобы написать программу ведения платёжных ведомостей. Программа нужна была на языке Кобол, взамен ребята получали бесплатное рабочее время на PDP-10. Свою компанию они назвали Lakeside Programming Group, но завершить работу не смогли.
В школе Гейтс не преуспевал в грамматике, обществоведении и других предметах, которые он считал тривиальными, но получал высшие отметки по математике. К концу начальной школы плохое поведение Гейтса стало волновать его родителей и учителей настолько, что он был направлен к психиатру.

Я помешался на компьютерах. Пропускал физкультуру. Сидел в компьютерном классе до ночи. Программировал по выходным. Каждую неделю мы проводили там по двадцать-тридцать часов. Был период, когда нам запретили работать, потому что мы с Полом Алленом украли пароли и взломали систему. Я остался без компьютера на целое лето. Тогда мне было пятнадцать-шестнадцать лет…— Малкольм Гладуэлл. Правило 10000 часов
В 17 лет Гейтс, Пол Аллен и Пол Гилберт основали компанию Traf-O-Data. Название придумано Гейтсом от «jack-o’-lantern» — фонаря-тыквы. Цель компании была в создании счётчиков для считывания дорожного движения и составления отчётов для дорожных инженеров. Устройство Traf-O-Data продавалось 1972 по 1982 гг. На этом проекте Гейтс и Аллен заработали 20 тысяч долларов.
25 декабря 1972 года (Рождество Христово) Бад Пемброк, тот что пригласил Билла и Пола работать на Information Service Inc., пригласил их работать в компанию TRW. Затевался большой программный проект для Бонневильского энергетического управления, где использовался PDP-10.

### Основание Microsoft
В 1973 году Билл Гейтс поступил в Гарвардский университет, где встретил своего будущего компаньона Стива Балмера. Спустя 2 года Гейтс был отчислен и сразу стал заниматься созданием программного обеспечения. Впоследствии, с 7 июня 2007 года Билл Гейтс станет считаться выпускником Гарварда — администрация университета примет решение вручить ему диплом. В том же месяце он удостоится там почётной докторской степени.

В январе 1975 года Пол Аллен прочитал в журнале Popular Electronics статью о новом персональном компьютере Altair 8800. После прочтения статьи Гейтс связался с президентом компании Micro Instrumentation and Telemetry Systems (MITS), разработчиком нового компьютера Эдом Робертсом и сообщил ему, что он и его друг работают над программным обеспечением данного компьютера (хотя на самом деле Гейтс и Аллен не имели к Altair 8800 никакого отношения, но эмулировали тот процессор). Президент MITS пригласил в свой офис Пола и он продемонстрировал рабочий интерпретатор языка Бейсик для их компьютера, и через несколько недель Пол и Билл уже работали на MITS. Свою компанию они думали назвать «Аллен и Гейтс», но посчитали что это больше подходит для юридической конторы, и тогда Пол предложил — Micro-Soft, от microprocessors и software. В титры интерпретатора языка BASIC, созданного ими по заказу MITS, приятели включили и такую строку:
Micro-Soft BASIC: «Пол Аллен написал вспомогательные коды. Билл Гейтс написал исполняемые коды. Монте Давидофф написал математическую библиотеку».
В 1975 году Билл был в первый раз арестован, за превышение скорости и вождение без водительских прав, в городе Альбукерке, штат Нью-Мексико. После чего стал ругаться с полицейским и его посадили в «плохую» камеру, где находились пьяницы и не было убрано. Билл сделал один положенный звонок Полу Аллену и тот собрал последние в наличии деньги, чтобы вызволить Билла. «Micro-Soft» создали специально для разработки программ для MITS, в городе Альбукерке. В течение года работы на компанию MITS дефис в названии компании Гейтса и Аллена исчез, и 26 ноября 1976 года в Окружном секретариате штата Нью-Мексико была зарегистрирована новая торговая марка «Microsoft». Полу досталось 36 % акций компании, Биллу 64 %, в основном так Билл видел вклад в продукт.

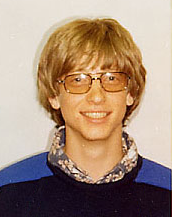
Билл Гейтс в 1977 году

С 1975 года MITS распространяла разработанную Micro-Soft реализацию языка программирования Altair BASIC для компьютера Альтаир 8800. После кражи бумажной ленты с Altair BASIC, его стали подпольно распространять в одном из компьютерных клубов, отчего Гейтс и Аллен не получали положенных денег от каждой проданной MITS копии. В 1976 году многие журналы США напечатали Открытое письмо любителям Билла Гейтса, который в нём обвинял компьютерщиков в воровстве и предупреждал, что их действия отнимают мотивацию к созданию новых продуктов у разработчиков софта.
В совместном бизнесе Пол Аллен занимался техническими идеями и перспективными разработками, Гейтсу ближе оказались переговоры, контракты и прочее деловое общение. И все же основные вопросы приятели решали вместе — порой, как признавался позже Гейтс, споры продолжались по 6-8 часов кряду.
В середине 1970-х годов операционная система CP/M была наиболее популярной системой для компьютеров на базе Intel 8080 и Zilog Z80. В 1977 году Microsoft выпускает новый программный продукт — Microsoft FORTRAN для компьютеров с операционной системой CP/M.
В 1980 году компания IBM начала поиск подходящих операционных систем для персонального компьютера IBM PC. Выбор пал на PC-DOS (мать владельца которой — Билла Гейтса — была председателем исполнительного комитета в United Way International, вместе сразу с двумя очень влиятельными руководителями монстра компьютерного рынка IBM Джоном Опелем и Джоном Эйкерсом (Джон Опель, президент с 1981 года, затем Джон Эйкерс, президент с 1985 года), CP/M-86 и UCSD Pascal P-system. IBM предлагала UCSD Pascal P-system примерно за 450 долларов, CP/M-86 — за 175, а MS-DOS — за 60.
Microsoft не имела собственной ОС для процессоров Intel 8086, поэтому лицензировала у компании Seattle Computer Products систему 86-DOS (QDOS), которая являлась 16-битным клоном CP/M. В дальнейшем Microsoft полностью выкупила права на 86-DOS и наняла её ведущего инженера Тима Патерсона, после чего, поработав над ней, полностью адаптировала её на персональные компьютеры IBM, заработав 50 000 долларов. Так появилась операционная система MS-DOS и началось сотрудничество Microsoft и IBM.
В 1977 году Гейтс был арестован второй раз, за езду на красный свет и вождение без водительского удостоверения.
В 1980 году компания Microsoft подписала контракт с IBM, по которому должна была разработать для IBM MS-DOS. Но компания Microsoft не успела к намеченному сроку, передала исходный код для более быстрой разработки IBM в 1981 году. В этой недоработанной системе была демонстрационная игра «DONKEY.BAS», сделанная Биллом Гейтсом и Нилом Конзеном. «DONKEY.BAS» являлась технодемкой системы PC-DOS и языка «Бейсик», является предшественником всех игр IBM PC. В этой игре вы управляете гоночной машиной и должны избегать ослов. В 2012 году эту игру переиздали для Windows Phone 7.5/8 (бесплатно для скачивания) и iOS (стоит 0,99 $).
Далее Microsoft работает над совершенно новой операционной системой, идея которой подсмотрена у Xerox и Apple. Сотрудничество с IBM продолжалось и 20 ноября 1985 года появилась новая операционная система Microsoft Windows. Так началась эпоха Windows — операционная система, прославившая и сделавшая Гейтса богатейшим человеком в мире.

### Дальнейшая жизнь
В 1989 году Гейтс основал мультимедийную компанию Corbis, был арестован в третий раз, по обвинению в управлении автомобилем в нетрезвом виде.
В 1994 году Гейтс приобрёл Codex Leicester — собрание работ Леонардо да Винчи за 30,8 млн долларов. С 2003 года она демонстрируется в Музее Искусств Сиэтла.
В 1997 году Гейтс выступал по видеосвязи в Бостоне на Macworld Expo, где говорилось о разработке продуктов MS Office, IE, Java для Macintosh, инвестировании 150 млн долларов в Apple. Трансляция с выступлением Билла была на большом экране, и это было похоже на выступление «Большого брата» в рекламе Apple «1984».
В 1997 году Гейтс стал жертвой вымогательства со стороны жителя Чикаго Адама Квинна Плетчера (англ. Adam Quinn Pletcher). Гейтс давал показания на последовавшем суде. Плетчер был признан виновным и приговорён в июле 1998 года к шести годам тюрьмы.
4 февраля 1998 года, во время официальной поездки в Евросоюз, в Брюсселе при входе в правительственное здание Билл Гейтс получил бросок тортом в лицо. Шутник скрылся, однако его помощник и оператор были задержаны, а впоследствии отпущены, поскольку известный «тортометатель», бельгиец Ноэль Годен, появился на телевидении, где взял вину на себя. Возбуждать судебное дело Гейтс отказался.
Среди организаторов и прямым исполнителем этой акции был известный бельгийский режиссёр Реми Бельво.
В июне 1999 года мультимедийная компания Corbis, совладельцем которой являлся Гейтс приобретает известное фотоагентство Sygma за $100 млн. На тот момент Билл Гейтс оказывается владельцем крупнейшего фотоархива в мире.
О религиозных взглядах Гейтса даёт некоторое представление следующий эпизод: когда корреспондент журнала The Times спросил, верит ли он в Бога, Гейтс ответил: «У меня нет никаких фактов, свидетельствующих о нём». Тем не менее, его дети воспитаны в католичестве. В интервью 2014 года Гейтс признаётся: «красота Вселенной ошеломляет, и этому нет никакого научного объяснения» и «Вера в Бога имеет смысл, но как именно это повлияет на вашу жизнь, я не знаю».
По информации журнала Forbes, Гейтс жертвовал деньги на президентскую кампанию Джорджа Буша в 2004 году. Согласно Центру Ответственной Политики, Гейтс пожертвовал как минимум 33 335 долларов на более чем 50 политических кампаний во время выборов 2004 года.
14 декабря 2004 года Билл Гейтс вошёл в совет Berkshire Hathaway, таким образом формализуя свои отношения с Уорреном Баффетом. Berkshire Hathaway — конгломерат, который включает в себя Geico (автомобильное страхование), Benjamin Moore (краски) и Fruit of the Loom (текстиль). Гейтс также входит в состав совета Icos, биотехнологической компании Bothell. 14 марта 2020 года Билл Гейтс покинул совет директоров Berkshire Hathaway

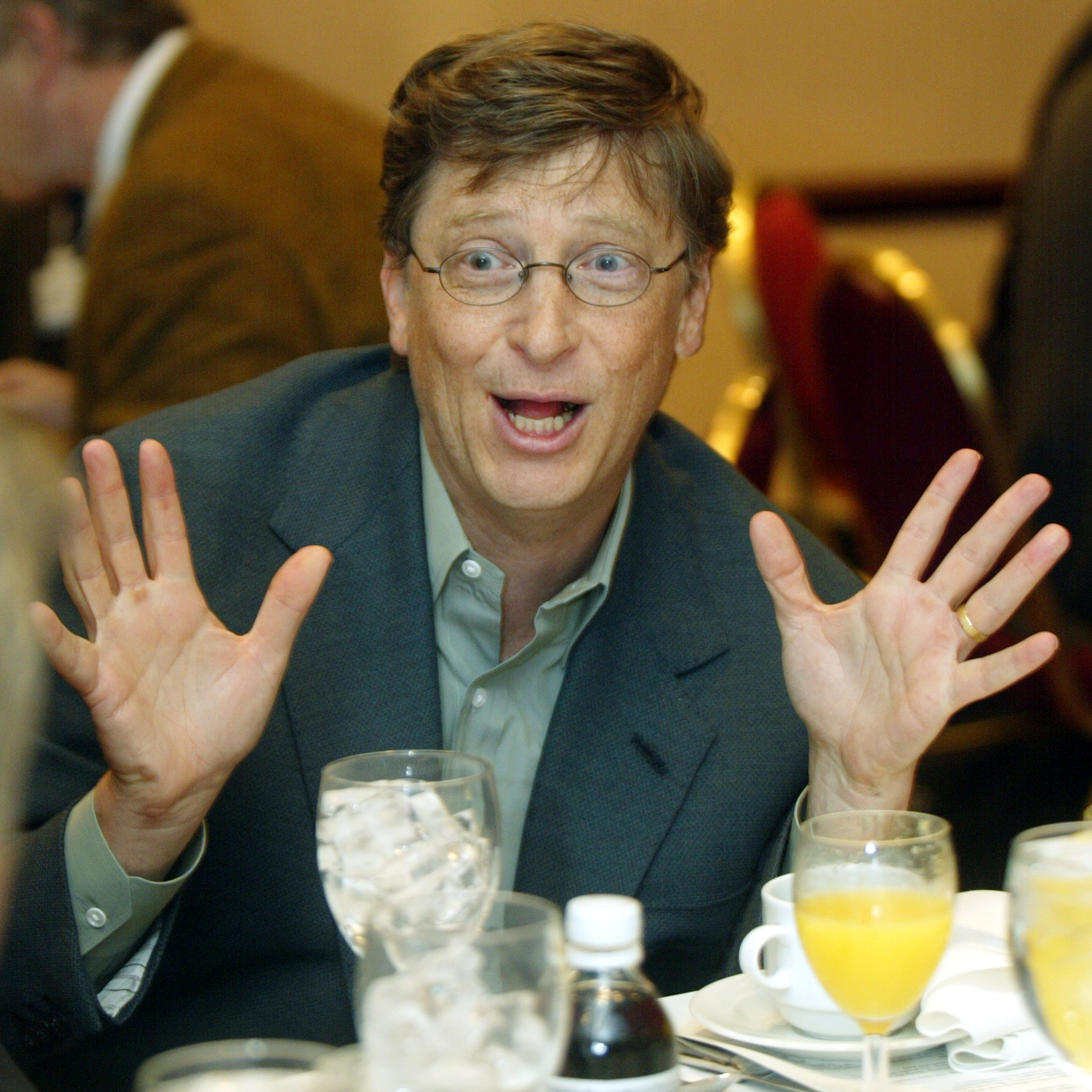
2002 год

2 марта 2005 года стало известно, что Гейтс станет почётным рыцарем-командором ордена Британской империи за его вклад в развитие экономики Великобритании и его усилия по уменьшению нищеты в мире.
По итогам 2005 года, Билл Гейтс и его жена Мелинда Гейтс были названы американским журналом Тайм людьми года.
7 января 2008 года Гейтс объявил о своих намерениях сложить свои полномочия как руководителя корпорации Microsoft в июле 2008 года, переключив свою деятельность на благотворительность.
15 июня 2008 года Гейтс заявил о своём намерении с июля 2008 года уйти с постоянной работы в Microsoft. После ухода со своего поста он намерен целиком посвятить себя управлению благотворительным фондом Фонд Билла и Мелинды Гейтс.
27 июня 2008 года стал последним днём для Гейтса в должности руководителя Microsoft. Несмотря на это заявлялось, что он не порывает с компанией насовсем — Гейтс останется председателем Совета директоров (без исполнительных полномочий), будет заниматься специальными проектами, а также останется крупнейшим (8,7 % акций Microsoft) держателем акций корпорации.
В 2008 году Гейтс сложил с себя полномочия президента корпорации Microsoft, в 2010 году оставил пост главного исполнительного директора. Обе должности получил Стив Балмер. В декабре 2011 года Гейтс опроверг слухи о его возможном возвращении к управлению компанией.

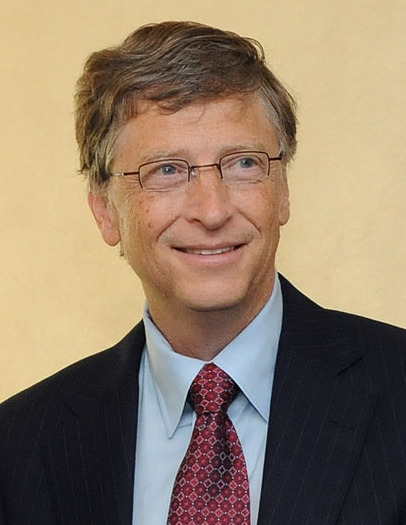
2010 год

В конце октября 2008 года в городе Керкленд (штат Вашингтон, США) Билл Гейтс зарегистрировал свою третью компанию под названием «bgC3». Непроверенные источники утверждают, что «bgC3» означает Bill Gates Company Three (Третья компания Билла Гейтса). Объявлено, что это будет исследовательский центр, в задачи которого будет входить предоставление научных и технологических услуг, работа в области аналитики и исследований, а также создание и разработка программного и аппаратного обеспечения.
В октябре 2013 года под данным Reuters три крупных акционера Microsoft (c долей около 5 %) потребовали отставки Билла Гейтса с должности главы совета директоров корпорации. На тот момент доля акций Гейтса составляла 4,5 процентов. В феврале 2014 года Гейтс покинул пост главы совета директоров.
2 декабря 2015 года вместе с Цукербергом Гейтс основал фонд Breakthrough Energy Coalition, призванного привлекать частные инвестиции в поиск и разработку источников чистой и альтернативной энергии. Создал инициативу Mission Innovation, объединяющую 20 стран, включая Великобританию, США, Бразилию, Индию, Китай и другие. Задача инициативы заключается в двукратном увеличении уровня государственных инвестиций в разработку источников чистой энергии в течение следующих пяти лет с 10 миллиардов до 20 миллиардов долларов в год.
В сентябре 2015 года «Аль-Каида» внесла Гейтса в список крупных бизнесменов, подлежащих уничтожению в случае, если они не выведут свои капиталы из США.
В мае 2016 «Аль-Каида» призвала убивать предпринимателей США, и в качестве иллюстрации опубликовала плакат с изображением Гейтса рядом с пистолетом и кровью.
В феврале 2016 года Билл Гейтс поддержал требование ФБР к компании Apple о разблокировании телефона iPhone, принадлежавшего террористу Саиду Фаруку.
В апреле того же года Гейтс поддержал иск компании Microsoft, которая подала в суд на власти США с требованием предоставить ей право уведомлять своих клиентов в случае доступа сторонних лиц к их данным. При этом Гейтс заявил, что правительство должно иметь возможность получить частную информацию, но «случай должен быть чрезвычайным».
В 2016 году Билл Гейтс возглавил список самых уважаемых мужчин планеты, составленный аналитической фирмой YouGov.
В июне 2017 года журнал Forbes признал Билла Гейтса самым богатым в мире американцем. Состояние предпринимателя было оценено в 88,9 млрд долларов США.
27 июля 2017 года основатель компании Amazon Джефф Безос обошёл Билла Гейтса в рейтингах миллиардеров по версии Bloomberg и Forbes, став таким образом самым богатым человеком в мире, однако уже на следующий день, на фоне падения акций Amazon после публикации финансовой отчётности, он снова стал вторым.
В 2018 году Гейтс был вновь смещён на второе место в списке миллиардеров Forbes Джеффом Безосом. Капитал Билла Гейтса составил 90 млрд долларов, тогда как активы Безоса были оценены в 112 млрд долларов.
Входит в список самых влиятельных людей мира по версии журнала Forbes. В 2018 году занял в нём 7-е место, хотя ранее, в 2012 году, поднимался до 4-й позиции.
В апреле 2019 года стало известно, что состояние Билла Гейтса превысило 100 млрд долларов.
В феврале 2020 года фонд Билла и Мелинды Гейтс выделил более 100 млн долларов КНР на обеспечение мер по противодействию коронавирусу COVID-19. Среди этих мер были и исследования по поиску вакцины и обеспечение дополнительных мобильных госпиталей для зараженных.
14 марта 2020 года Билл Гейтс на своей страничке в социальной сети LinkedIn сообщил о том, что покидает совет директоров Microsoft, оставляя за собой лишь пост советника председателя правления.
На 10 ноября 2020 года с состоянием в 119,1 млрд долларов Гейтс занимал второе место в рейтинге богатейших людей планеты после основателя Amazon Джеффа Безоса.
В феврале 2021 года стало известно, что Гейтс намерен вложить 2 млрд долларов в стартапы и проекты, помогающие бороться с изменением климата. Эту сумму миллиардер планировал потратить в ближайшие пять лет. Также его детище Bill & Melinda Gates Foundation развивает программу цифровой идентификации населения планеты, позиционируя как единое удостоверение личности, вложив в 2022 году в эту программу $200,000,000.

## Владеет акциями
- Владеет акциями мексиканской Coca-Cola Femsa.

## Личностные качества
Британский журналист Гидеон Рахман описывает Билла Гейтса как человека весьма скромного в повседневной жизни, во внешнем облике.
Тем не менее дом, в котором проживает миллиардер, имеет самую современную электронику, и обошёлся ему, по некоторым оценкам, в 125 млн долларов. Дом находится на берегу озера Вашингтон и имеет площадь в 40 тысяч квадратных футов (3720 м²). «Дом будущего» составляют три связанных между собой павильона, изготовленных из стекла и соснового дерева. На холме — гараж на 30 автомобилей. В углу гаража стоит музейный «Мустанг» — его первая машина. Первый павильон — для развлечения гостей. Из зала приёмов открывается вид на Олимпийские горы по ту сторону озера Вашингтон. Посетитель «дома будущего» получает электронную булавку, в которой закодированы его «предпочтения» — кинофильмы, картины, музыка, телевизионные шоу. Система «узнаёт» его вкусы и запоминает их в ходе его первого посещения дома. Центральный павильон — библиотека. Над залом нависает гигантский купол с деревянными инкрустациями. На потолке домашней библиотеки размещены цитаты из романа «Великий Гэтсби» Фрэнсиса Скотта Фицджеральда. Гейтс прочитывает около 50 книг в год.
Рядом с библиотекой — батут. Гейтс любит прыгать на нём, считая, что прыжки на батуте, так же как и раскачивание в кресле, способствуют концентрации мысли. Также имеется плавательный бассейн, японская баня, форелевое озеро. Основное хобби Гейтса — игра в бридж.

## Личная жизнь

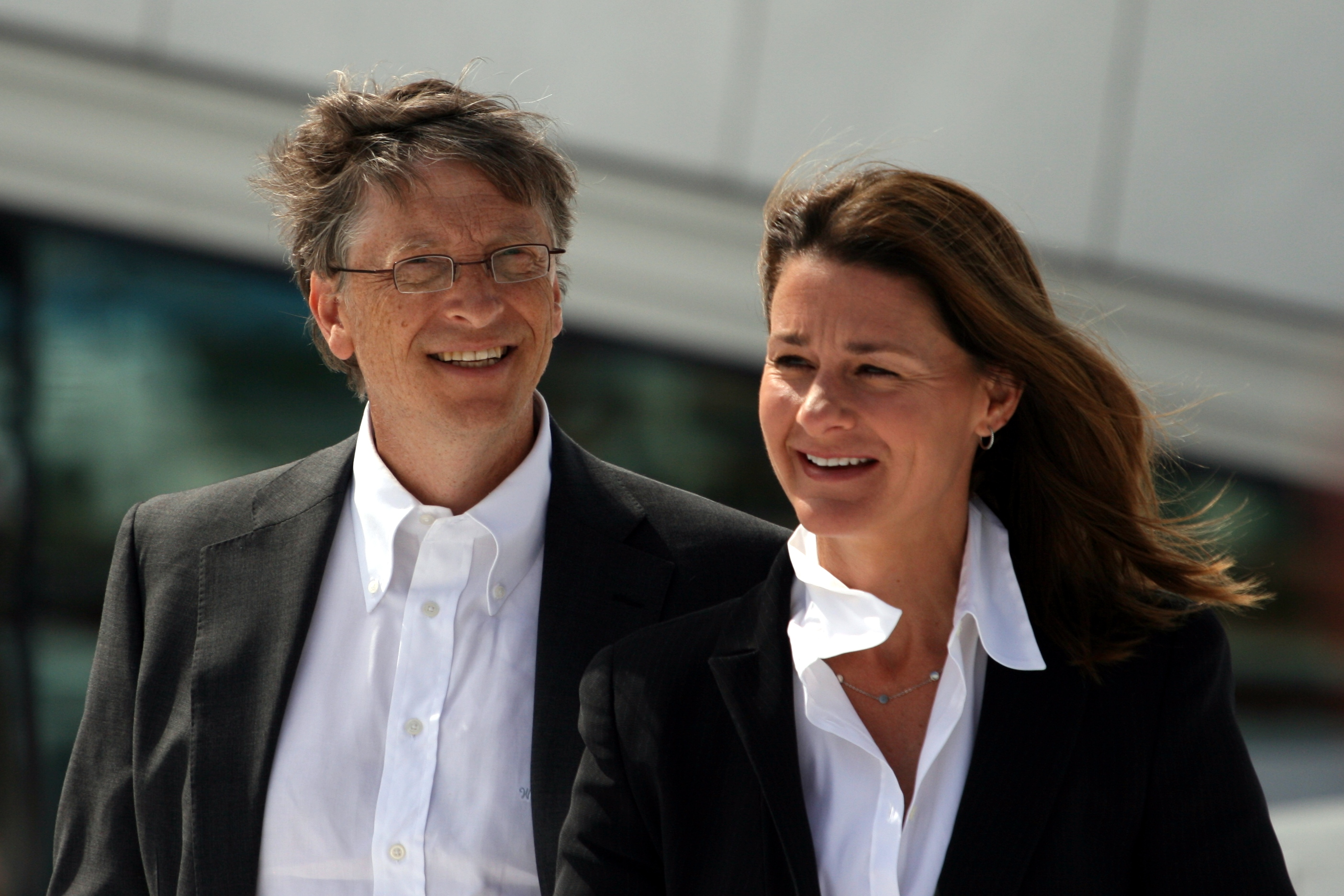
Супруги в 2009 году

1 января 1994 года Гейтс женился на Мелинде Френч (Билл впервые встретил Мелинду в 1987 году, на пресс-брифинге «Майкрософта» в Нью-Йорке, она уже давно работала в его компании).
У них трое детей — Дженнифер Катарин (1996 г. р.), Рори Джон (1999 г. р.) и Фиби Адель (2002 г. р.).
3 мая 2021 года Мелинда и Билл Гейтс объявили о решении о разводе. 2 августа 2021 года состоялся официальный развод после 27 лет брака.
По одной из версий, развод Билла и Мелинды произошёл из-за общения Гейтса с Джеффри Эпштейном, после того как вся эта история всплыла в СМИ, по другой — из-за распутной жизни Билла.
Заболевания
Синдром Аспергера,

## Благотворительность
По мнению американского экономиста, лауреата нобелевской премии Джозефа Стиглица, Билл Гейтс является «наилучшим примером идеалов американского духа»: накопив состояние, он стал жертвовать крупные суммы на борьбу с болезнями по всему свету и улучшение образования в Соединённых Штатах.
9 декабря 2010 года Билл Гейтс, Мелинда Гейтс и инвестор Уоррен Баффетт подписали обязательство, которое они назвали «Клятвой дарения», которое заключается в том, что все трое обязуются пожертвовать не менее половины своего состояния на благотворительность.
Гейтс считает, что в благотворительности нужно равняться на Чарльза Фини.
К концу 2016 года Гейтс передал на благотворительные цели более 31 млрд долларов.

## Библиография

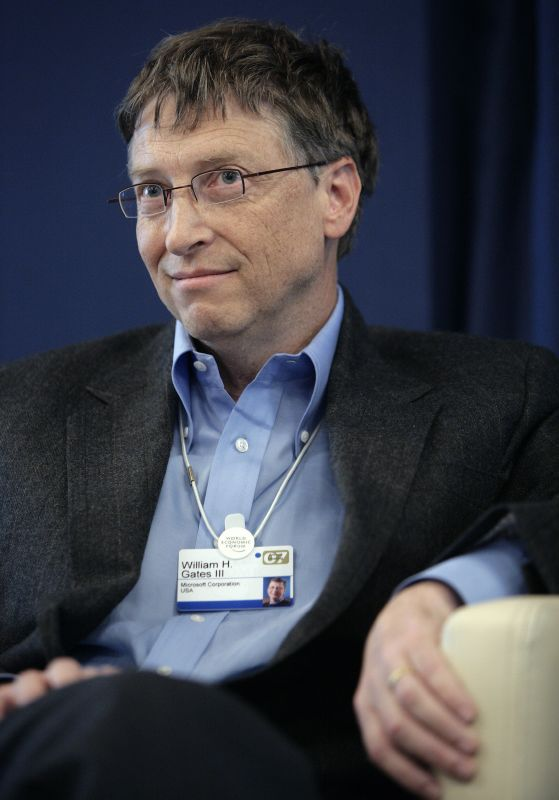
Билл Гейтс на Всемирном экономическом форуме в 2007

## В массовой культуре

### Книги о Билле Гейтсе
- «Говорит Билл Гейтс» Дженет Лоу.
- «Бизнес путь. Билл Гейтс» Дез Дирлоф.

### Фильмы о Билле Гейтсе
- Пираты Силиконовой долины (Pirates of Silicon Valley)
- Билл Гейтс: как гик изменил мир (Bill Gates: How a Geek Changed the World) — выпуск телепередачи BBC The Money Programme[англ.].
- Разрушители основ. Билл Гейтс. История успеха (Ground Breakers. Bill Gates. A Tycoon Story), 2012 год.
- Кто такой Билл Гейтс (Who Is Bill Gates?) Full Documentary, 2020 год.

## «Ежегодное Послание Билла Гейтса»
Начиная с 2009 года, Билл Гейтс публикует на официальном сайте Фонда Билла и Мелинды Гейтс «Ежегодное Послание Билла Гейтса», в котором рассказывает о достижениях своей благотворительной организации, а также строит планы.
На сегодняшний момент опубликовано 4 послания:
| Год  | Темы, затрагиваемые в посланиях |
| ---- | --- |
| 2009 | - Детская смертность - Сельское хозяйство - Прогресс в борьбе с полиомиелитом - Прогресс в борьбе со СПИДом - Прогресс в борьбе с малярией - Роль Фонда - Экономический кризис |
| 2010 | - Вакцинация - Ликвидация полиомиелита - Онлайн обучение - Помощь богатых стран - Взгляд в будущее |
| 2011 | - Преимущества ликвидации полиомиелита - Малярия - Забота о подрастающем поколении - ВИЧ/СПИД - Огромные перспективы сельского хозяйства |
| 2012 | - Инновации в сельском хозяйстве - Вакцины - Полиомиелит - СПИД и финансирование - Обновление Фонда - Образование в США |
| 2013 | - Инновации в инструментах измерения - Преимущества ведения различных изменений - Задачи Фонда (улучшение образования, здравоохранение, сельское хозяйство) - Работа ЮНИСЕФ о вакцинации - Достижения и вклад Джима Гранта в сфере вакцин - Текущие цели Фонда - Премия Гейтса за инновацию в сфере вакцин и её лауреат - Тяжелая ситуация здравоохранения в Эфиопии и её реформы - Противозачаточные средства и контрацепция - Ситуация с полиомиелитом - Реформы в системе образования США - Жизнь бедных слоев населения |